# Watchmen: Strażnicy
Watchmen: Strażnicy (ang. Watchmen) – amerykański dramat fantastycznonaukowy z 2009, w reżyserii Zacka Snydera. Jest on adaptacją komiksu pod tym samym tytułem, autorstwa Alana Moore’a i Dave’a Gibbonsa. W filmie wystąpili: Malin Åkerman, Billy Crudup, Matthew Goode, Carla Gugino, Jackie Earle Haley, Jeffrey Dean Morgan i Patrick Wilson.
Akcja filmu rozgrywa się w alternatywnym świecie, w 1985 roku, podczas zimnej wojny między Stanami Zjednoczonymi i Związkiem Radzieckim. Grupa, w większości emerytowanych, amerykańskich superbohaterów bada spisek przeciwko nim i odkrywa, że sytuacja jest bardziej złożona, niż się wydaje.
Światowa premiera filmu miała miejsce 23 lutego 2009 w Odeon Leicester Square w Londynie. W Polsce zadebiutował on 6 marca tego samego roku. Produkcja w pierwszy weekend zarobiła 55 milionów dolarów, a jej ostateczny box office przekroczył 185 milionów dolarów. Film zyskał zarówno wiele pozytywnych, jak i mieszanych recenzji. W lipcu 2009 została wydana wersja reżyserska filmu. 3 listopada 2009 pojawiła się ostateczna wersja filmu (Ultimate Cut), trwająca 215 minut. Wydania rozszerzone Strażników spotkały się z lepszym przyjęciem krytyki.

## Fabuła
Grupa superbohaterów „Strażnicy” zostaje powołana do walki z gangami i przestępcami. Jeden z nich, Doktor Manhattan, pomaga Stanom Zjednoczonym wygrać wojnę w Wietnamie, co skutkuje ponownym wyborem Richarda Nixona na prezydenta. Jest rok 1985. W USA obowiązuje ustawa Keene’a – superbohaterowie, którzy walczyli z przestępcami, zostali zmuszeni do przejścia na emeryturę, niektórzy jednak pracują pod ścisłą kontrolą rządu Stanów Zjednoczonych. Tymczasem ze swojego apartamentu na trzydziestym piętrze zostaje wypchnięty Edward Blake, znany jako Komediant. Jego dawny kompan, Rorschach, podejrzewa, że ktoś postanowił się pozbyć dawnych superbohaterów i zaczął właśnie od niego. Postanawia ostrzec dawnych kompanów, którzy walczyli u jego boku z przestępcami. Nie mają pojęcia, że trafili na ślad intrygi, w której stawką są losy świata.
Po pogrzebie Blake’a Manhattan jest oskarżony o spowodowanie raka u swojej byłej dziewczyny i innych, z którymi spędził czas po wypadku, który dał mu jego super moce. Manhattan przenosi się na Marsa, dając Związkowi Radzieckiemu szansę do inwazji na Afganistan. Tymczasem Jupiter po zerwaniu z Manhattanem spędza czas z Dreibergiem. Oboje w końcu stają się kochankami i decydują się na powrót do Strażników. Razem pomagają Rorschachowi wydostać się z więzienia, po czym Jupiter spotyka Manhattana. On zabiera ją na Marsa i wyjaśnia, że nie jest już zainteresowany losem ludzkości. Gdy bada wspomnienia Jupiter, odkrywa, że jej ojcem jest Blake, który wcześniej próbował ją zgwałcić. Jego zainteresowanie ludźmi powraca i Manhattan decyduje się na powrót na Ziemię z Jupiter.
Badając spisek Rorschach i Dreiberg odkrywają, że Veidt jest odpowiedzialny za wszystko. Rorschach i Dreiberg trafiają na Veidta na Antarktydzie. Veidt potwierdza, że stoi za morderstwem Blake’a, zesłaniem Manhattana, uwięzieniem Rorschacha i upozorowaniem własnego zamachu, który zainscenizował, by odwrócić podejrzenia. Wyjaśnia, że jego planem jest połączyć cele Stanów Zjednoczonych i Związku Radzieckiego przez zniszczenie głównych miast na świecie w eksplozji reaktorów energetycznych, które Manhattan nieświadomie pomógł mu stworzyć. Rorschach i Dreiberg próbują zatrzymać go, ale odkrywają, że jego plan został już wprawiony w ruch: reaktory zostały zdetonowane i świat uznał to za dzieło Doktora Manhattana.
Po tym jak Nowy Jork zostaje zniszczony, Jupiter i Manhattan przybywają do ruin miasta i ustalają, że Veidt musi być za to odpowiedzialny, po czym teleportują się do jego bazy. Veidt pokazuje im w telewizji reportaż, w którym stwierdza się, że Stany Zjednoczone i Związek Radziecki sprzymierzyły swoje siły w walce z nowym zagrożeniem, Dr Manhattanem. Bohaterowie zdają sobie sprawę, że ujawnienie prawdy doprowadzi do wojny światowej. Rorschach prosi Manhattana, żeby go zabił, aby powstrzymać go od ujawnienia prawdy. Manhattan spełnia jego prośbę, dzieli ostatni pocałunek z Jupiter i przenosi się na stałe do innej galaktyki. Dreiberg i Jupiter zostawiają Veidta samego i wracają do Stanów.

## Obsada
- Malin Åkerman jako Laurie Jupiter (Juspeczyk) / Silk Spectre II (Jedwabna Zjawa II)
- Billy Crudup jako Jon Osterman / Dr Manhatan
- Matthew Goode jako Adrian Veidt / Ozymandias (Ozymandiasz)
- Carla Gugino jako Sally Jupiter (Juspeczyk) / Silk Spectre I (Jedwabna Zjawa I)
- Jackie Earle Haley jako Walter Kovacs / Rorschach
- Jeffrey Dean Morgan jako Edward Blake / Comedian (Komediant / Błazen)
- Patrick Wilson jako Dan Dreiberg / Nite Owl II (Nocna Sowa II / Nocny Puchacz II)
- Stephen McHattie jako Hollis Mason / Nite Owl I (Nocna Sowa I / Nocny Puchacz I)
- Darryl Scheelar jako Nelson Gardner / Captain Metropolis (Kapitan Metropolis) oraz jako Captain Axis (Kapitan Oś)
- Glen Ennis jako Rolf Müller / Hooded Justice (Zamaskowany Sędzia / Zamaskowany Sprawiedliwy)
- Dan Payne jako Bill Brady / Dollar Bill (Dolar)
- Niall Matter jako Byron Lewis / Mothman (Ćma)
- Apollonia Vanova jako Ursula Zandt / Silhuette (Duszyczka)
- Matt Frewer jako Edgar William Jacobi / Edgar William Bright / Moloch the Magic
- Laura Mennell jako Janey Slater
- Brett Stimely jako John F. Kennedy
- Rob LaBelle jako Wally Weaver
- Jay Brazeau jako Bernard
- Gary Houston jako John McLaughlin
- Jesse Reid jako Bernie
- Salli Saffioti jako Annie Leibowitz
- Carrie Genzel jako Jackie Kennedy
- Danny Woodburn jako Big Figure
- James Ralph jako The Mobster
- Garvin Cross jako Spaceman

## Produkcja

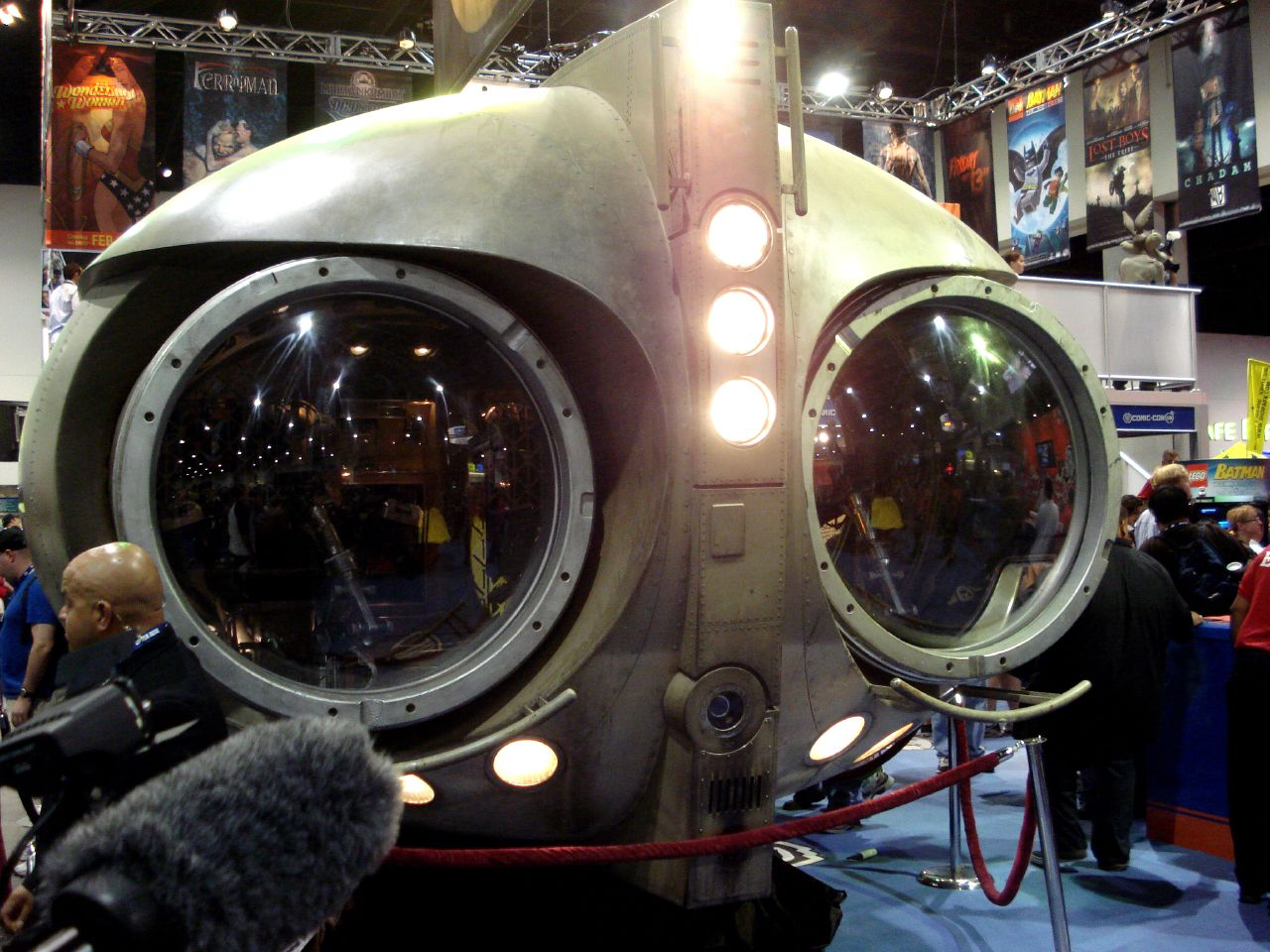
Statek Archie (używany w filmie) na San Diego Comic-Conie w 2008

W 1986 roku producenci Lawrence Gordon i Joel Silver nabyli prawa do filmowej adaptacji Strażników dla wytwórni 20th Century Fox. Po tym jak Alan Moore, jeden z autorów komiksu, odmówił napisania scenariusza, wytwórnia zatrudniła scenarzystę Sama Hamma. Hamm pozwolił sobie na zmianę skomplikowanego zakończenia na bardziej przystępne, w którym dochodzi do zabójstwa i paradoksu czasu. W 1991 roku prawa do filmu przejęło Warner Bros. Reżyserem projektu został wybrany Terry Gilliam, a scenarzystą Charles McKeown. Ze względu na brak środków finansowych, Gilliam i Silver byli w stanie pozyskać tylko 25 milionów dolarów (co stanowiło jedną czwartą niezbędnego budżetu). Gilliam doszedł wtedy do wniosku, że komiksu Moore’a nie można zekranizować. Wkrótce opuścił projekt i wytwórnia porzuciła dalsze plany ekranizacji.
W październiku 2001 roku Lawrence Gordon zatrudnił Davida Haytera do reżyserii i napisania scenariusza, a także nawiązał współpracę z Lloydem Levinem i Universal Studios. Hayter i producenci opuścili Universal Studios z powodu różnych pomysłów dotyczących dalszej produkcji filmu. Gordon i Levin wyrazili zainteresowanie w tworzeniu filmu w wytwórni Revolution Studios. Hayter nie otrzymał wsparcia ze strony studia i projekt kolejny raz stanął w miejscu. W lipcu 2004 roku ogłoszono, że Paramount Pictures jest odpowiedzialne za produkcję filmu i reżyserem zostanie Michael Bay, do którego dołączyli także Darren Aronofsky i David Hayter. Producenci Gordon i Levin pozostali przy projekcie i nawiązali współpracę z partnerem produkcyjnym Aronofsky’ego, Erikiem Watsonem. Kiedy Aronofsky zrezygnował z prac przy filmie, jego miejsce zajął Paul Greengrass. Paramount oficjalnie umieścił Strażników w kolejce do realizacji.
W październiku 2005 roku producenci Gordon i Levin ponownie zaczęli rozmawiać z Warner Bros. w sprawie realizacji filmu. Tim Burton w pewnym momencie wyraził zainteresowanie wyreżyserowaniem filmu, ale ostatecznie zrezygnował. Będąc pod wrażeniem pracy Zacka Snydera nad 300, Warner Bros. zwrócił się właśnie do niego z propozycją objęcia stołka reżysera. Zatrudniono również Alexa Tse do przepisania scenariusza Davida Haytera. Po negocjacjach Paramount Pictures, uzyskał prawa do międzynarodowej dystrybucji Strażników i 25% zysków z filmu.
Zdjęcia do filmu rozpoczęły się 17 września 2007 roku. Zakończyły się one 19 lutego 2008 roku. Produkcja miała miejsce w Vancouver.
Dave Gibbons został doradcą Snydera przy pracy nad filmem. Allan Moore odmówił dołączenia swojego nazwiska do jakichkolwiek filmowych adaptacji jego dzieł. W wywiadzie udzielonym Entertainment Weekly w 2008 roku stwierdził, że nie interesuje go nadchodząca produkcja.

## Odbiór
Film z budżetem 130 milionów dolarów okazał się sukcesem zarabiając 24 miliony w dniu premiery, a podczas pierwszego weekendu 55 milionów. Produkcja spotkała się z pozytywnym odbiorem krytyków i widzów. Na stronie Rotten Tomatoes średnia recenzji filmu wynosi 65%. Patrick Kolan z IGN Australia wystawił maksymalną ocenę i stwierdził, że jest to ekranizacja komiksu, którą zawsze chciało się zobaczyć, ale nigdy nie wierzyło w jej powstanie. Kyle Smith z gazety „New York Post” porównał go do niektórych filmów Stanleya Kubricka. Jego zdaniem zarówno warstwa dźwiękowa, jak i scenografia są równie nowatorskie co w filmie 2001: Odyseja kosmiczna.